# Ridgecrest (Califórnia)
Ridgecrest é uma cidade localizada no estado americano da Califórnia, no condado de Kern. Foi incorporada em 29 de novembro de 1963.

## Geografia
De acordo com o United States Census Bureau, a cidade tem uma área de 55,5 km², onde 53,8 km² estão cobertos por terra e 1,7 km² por água.

### Localidades na vizinhança
O diagrama seguinte representa as localidades num raio de 32 km ao redor de Ridgecrest.

## Demografia
Segundo o censo nacional de 2010, a sua população é de 27 616 habitantes e sua densidade populacional é de 513,37 hab/km². Possui 11 915 residências, que resulta em uma densidade de 221,49 residências/km².

## Marco histórico
Ridgecrest possui apenas uma entrada no Registro Nacional de Lugares Históricos, o Burro Schmidt's Tunnel.